# Моноклинная сингония

Элементарная ячейка моноклинной сингонии.

Монокли́нная сингони́я — в кристаллографии одна из семи сингоний. Элементарная ячейка моноклинной сингонии строится на трёх векторах a, b и c, имеющих разную длину, с двумя прямыми и одним непрямым углами между ними. Таким образом, форма ячейки определяется четырьмя параметрами: длинами базовых векторов a, b и c и углом β, отличающимся от прямого угла. Объём ячейки равен произведению {\displaystyle abc\sin \beta .}
Так как боковые рёбра прямого параллелепипеда — прямоугольники, становится возможна базоцентрированная решётка, обозначаемая С (если центрированная грань противоположит ребру c), и бокоцентрированная решётка, обозначаемая A (если центрированная грань противоположит ребру a). Бокоцентрированной решётки B не существует, потому что в стандартной установке ось 2 моноклинной решётки совмещают с направлением b.
| Примитивная (P) | Базоцентрированная (C) |
| --------------- | ---------------------- |
| простая         | базоцентрированная     |

В нижеследующей таблице приведён список точечных групп (классов симметрии) моноклинной сингонии: их международное обозначение и обозначение по Шёнфлиссу, а также примеры кристаллов, симметрия которых относится к указанной группе.
| Название       | Международное                     | По Шёнфлиссу           | Пример     |
| -------------- | --------------------------------- | ---------------------- | ---------- |
| планаксиальный | {\displaystyle {\frac {2}{m}}}    | {\displaystyle C_{2h}} | Гипс       |
| аксиальный     | {\displaystyle 2}                 | {\displaystyle C_{2}}  | Галотрихит |
| планальный     | {\displaystyle {\overline {2}}=m} | {\displaystyle C_{1h}} | Сахароза   |